# A.C. Milan w sezonie 1910/1911

Klubowe barwy Milanu

Osiągnięcia piłkarskiego zespołu A.C. Milan w sezonie 1910/1911.

## Osiągnięcia
- Mistrzostwa Włoch: odpadnięcie w eliminacjach regionalnych

## Podstawowe dane
- Oficjalna nazwa klubu: Milan Cricket and Foot-Ball Club
- Siedziba klubu: Birreria Spatenbrau, Via U. Foscolo 2
- Boisko: Campo Milan di Porta Monforte; Arena Civica
- Prezes klubu:  Piero Pirelli I
- Trener zespołu:  Giovanni Giannino Camperio II
- Kapitan drużyny:  Maurice (Max) Tobias